# Liste der Naturdenkmale in Breitscheid (Westerwald)
Die Liste der Naturdenkmale in Breitscheid nennt die im Gemeindegebiet von Breitscheid ausgewiesenen Naturdenkmale (Stand 9. Oktober 2013).

## Naturdenkmale
| Nr.         | Bezeichnung        | Lage                                                               | Beschreibung                                                                      | Bild                                    |
| ----------- | ------------------ | ------------------------------------------------------------------ | --------------------------------------------------------------------------------- | --------------------------------------- |
| ND-7138-452 | Eichen             | Nassen, Marienstraße, gegenüber Nr. 29 Lage                        | Quercus sp.                                                                       | Direkt Bild zu diesem Denkmal hochladen |
| ND-7138-453 | Eichengruppe       | Bleischeid, bei Nr. 2 Lage                                         | Quercus sp.                                                                       | Direkt Bild zu diesem Denkmal hochladen |
| ND-7138-454 | Buche              | Breitscheid, südöstlich des Ortes; Abteilung Am Heiligenstock Lage | Fagus sylvatica                                                                   | Direkt Bild zu diesem Denkmal hochladen |
| ND-7138-473 | Roßbacher Häubchen | Breitscheid, südwestlich des Ortes; Abteilung Häuptchen Lage       | auch Roßbacher Häuptchen; Basaltformation; flächenhaftes Naturdenkmal, ca. 1,8 ha | Direkt Bild zu diesem Denkmal hochladen |